# 西科德鎮區 (密歇根州)
西科德鎮區（英語：Secord Township）是位於美國密歇根州格拉德溫縣的一個行政鎮區。

## 地方資料
西科德鎮區的面積為60.89平方千米，當中陸地面積為57.06平方千米，而水域面積為3.83平方千米。根據2020年美國人口普查的數據，當地共有人口1046人，而人口密度為每平方千米17.18人。